# Mikael Bonnevie
Mikael Bonnevie, född 1969 i Uppsala är en svensk konstnär. Bonnevie målar främst olja på duk, men även i akvarell.Han arbetar med så kallad “slow art”, där tiden, den långa processen och kvalitén är viktigt förhållningssätt för resultatet. Bonnevie är medskapare till målargruppen "Upplandsmystikerna" tillsammans med Markus Andersson.